# Simulium bonaerense
Simulium bonaerense är en tvåvingeart som beskrevs av Coscaron och Peter Wolfgang Wygodzinsky 1984. Simulium bonaerense ingår i släktet Simulium och familjen knott. Inga underarter finns listade i Catalogue of Life.